# 格闘技オリンピック
硬派er-'92格闘技オリンピックⅠ（こうはー92かくとうぎオリンピックワン）は、正道会館主催の格闘技大会。1992年3月26日、東京体育館で開催された。

## 大会概要
正道会館がUSA大山空手との対抗戦「USA大山空手vs正道空手5対5マッチ」に続き開催したプロ大会。業務提携していたリングスの協力と、各国様々なジャンルから選手を集めルールも多種にわたった実験的大会。

## 試合結果
スペシャルエキシビジョン リングスルール 5分
 前田日明（リングス） vs.  木村浩一郎（サブミッション・アーツ・レスリング）

第1試合 総合格闘技特別ルール 3分4R (1R、3Rは素手による掌底顔面攻撃OK、2R、4Rはグローブ着用）
○  市原海樹（大道塾） vs.  ピーター・スミット（リングス・オランダ） ×
3R 2:42 KO（ローキック）
第2試合 リングスルール 3分5R
×  西良典（慧舟會） vs.  ヘルマン・レンティング（リングス・オランダ） ○
5R終了 判定
第3試合 リングスラウンド制ルール 3分5R
○  平直行（シュートボクシング） vs.  エリック・エデレンボス（リングス・オランダ） ×
1R 1:33 TKO（レフェリーストップ：アームロック）
第4試合 キックボクシングルール 3分5R
○  ロブ・カーマン（キックボクシング） vs.  アダム・ワット （正道会館）×
2R 2:18 KO（左ボディアッパー）
第5試合 フルコンタクト空手ルール 2分3R
△  角田信朗（正道会館） vs.  ウィリー・ウィリアムス（USA大山空手） △
3R終了 引き分け
メインイベント 空手&キック ミックスルール 3分4R（1R、3Rはキックルール、2R、4Rは空手ルール）
△  佐竹雅昭（正道会館） vs.  モーリス・スミス（WKA世界ヘビー級王者） △
4R終了 ドロー（ 3R、スミスが佐竹から2度ダウンを奪い内容的にはスミスの圧勝だったが、KO、試合放棄以外は勝敗を決さないという規定のルールの為、裁定はドローとなった。）

## その他
大道塾の参戦が決まり、長田賢一と市原海樹が出場に名乗りをあげたが、大道塾の枠が１人だった事と、長田は復帰戦に向け92年4月からオランダ武者修行が決まっていたため、若手実力ナンバーワンの市原の参戦が決定した。